# Рыхлая планета

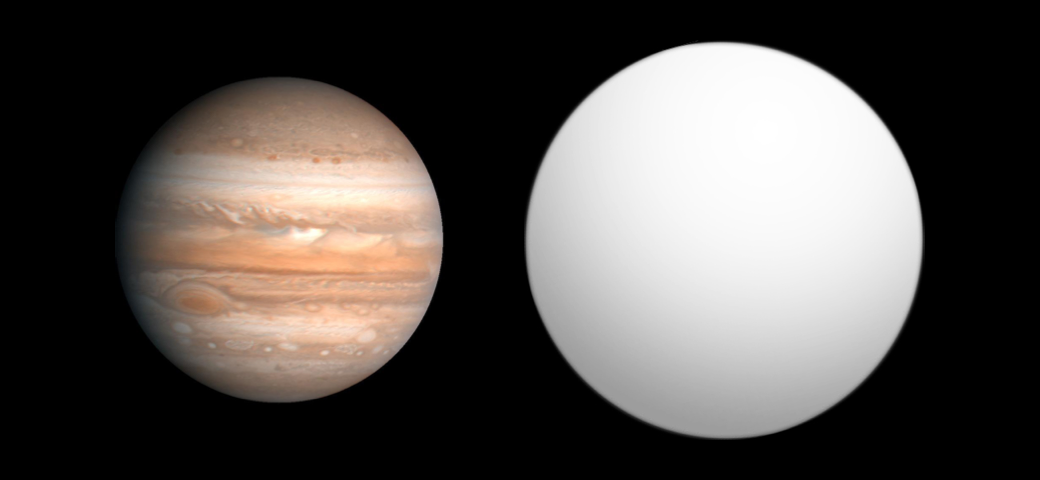
Юпитер и HAT-P-1b в сравнении размеров.

Рыхлая планета (англ. puffy planet) или «горячий сатурн» — класс планет, газовых гигантов, с очень низкой плотностью.
Планеты, которые являются представителями класса «горячие юпитеры», расширяются под действием энергии, излучаемой их звездой, при значительной близости к ней. В особенности это относится к так называемым короткопериодическим горячим юпитерам. Если масса планеты меньше двух масс Юпитера и разогрев достаточно велик, то планета не в состоянии силой своей гравитации удерживать не только атмосферу, но и нижележащие слои себя самой от расширения, и диаметр планеты значительно увеличивается, и планету окутывает большое облако газа и пыли. Типичными представителями «рыхлых» планет являются HAT-P-1 b, CoRoT-1 b, TrES-4 A b, и WASP-17 b. Эти планеты были открыты транзитным методом.
Самым разрежённым известным представителем класса «рыхлых планет» является планета WASP-17 b с массой около половины юпитерианской, но диаметром почти вдвое больше Юпитера. Средняя плотность планеты равна 0,1 г/см³ — меньше плотности пенопласта.